# Frederick Douglass
Frederick Douglass, egentlig Frederick Augustus Washington Bailey (født 17. februar 1818, død 20. februar 1895) var en afroamerikansk borgerrettighedsaktivist, forfatter, kronikør, akademiker og statsmand fra delstaten Maryland. Han blev født som slave, men flygtede og blev senere en fri mand. Han regnes som den måske vigtigste pioner og grundlægger af det afro-amerikanske borgerrettighedsarbejde, og allierede sig i samtiden også med forkæmpere for kvinders og indianeres rettigheder.
Efter to mislykkede flugtforsøg blev han endelig frigivet i 1838 efter at være rømmet til Pennsylvania. Han sluttede sig til sorte organisationer i Massachusetts, hvor han blev inspireret af redaktøren William Lloyd Garrison. Han blev senere også en medunderskriver af Seneca Falls-konventionen, som lagde grunden for kvindebevægelsen i USA. I 1840-erne holdt Douglass foredrag om sin fortid som slave og om sort frigivet i store dele af det østlige og centrale USA, samt i Irland og Storbritannien.
Tilbage i USA startede Douglass en række aviser, blandt andet The North Star. Han arbejdede aktivt i 1850-erne for at åbne skoler for sorte. Han var en bekendt af den hvide borgerrettighedsaktivist John Brown men modsatte sig Browns militante linje og afslog at involvere sig i det (mislykkede) slaveoprør i Harpers Ferry i 1859. Allerede før borgerkrigen brød Douglass også med den hvide borgerretsaktivist William Lloyd Garrison efter, at sidstnævnte offentligt brændte udgaver af USAs forfatning.
I 1863 havde Douglass møder med præsident Abraham Lincoln om forholdene for sorte soldater, og han arbejdede aktivt med præsident Andrew Johnson for at sikre stemmeret for sorte i USA. Ved borgerkrigens udbrud var Douglass en af USAs mest kendte og respekterede sorte samfundsdebattører og aktivister.

## Borgerkrigen og efterspillet
Natten til 31. december 1862 proklamerede præsident Lincoln emancipationserklæringen, som frigjorde sorte i Konføderationen i syd og lod rømmede slaver få tilflugt i Nord (Unionen). Douglass udtalte at: 
"Vi ventede og lyttede som efter et lyn fra himmelen... vi spejdede... ved det dæmpede lys fra stjernerne efter morgengrøden af en ny dag... vi længtes efter svaret fra århundredernes pinefulde bønner." Douglass fortsatte med at arbejde for fuld frigivelse sammen med Lincoln. Han talte ved Lincolns begravelse i 1865.
Efter krigen var Douglass blandt andet bestyrelsesmedlem for Freedman's Savings Bank, en bank som gav lån til frigjorte slaver. Han var fra 1889 til 1891 generalkonsul på Haiti og charge-d'affairs på Den Dominikanske Republik. Han trak sig siden fra stillingen på grund af uenighed om amerikansk politik.
I 1868 støttede Douglass aktivt præsidentkampagnen til fordel for Ulysses S. Grant, som blev valgt og sendte tropper til Sydstaterne for blandt andet at opløse dele af Ku Klux Klan. 
I 1872 blev huset, hvor Douglass boede i Rochester i New York, brændt ned til grunden, og han flyttede til Washington, DC. Douglass holdt her mange taler, blandt andet ved Bates College i Maryland. Fra 1877 boede han i sit endelige hjem i Cedar Hill i Washington, samme år blev han udnævnt til US Marshall i hovedstadsprovinsen.
Efter borgerkrigen gled mange stater i USA tilbage til en mere racebetinget lovgivning, og raceskellet genopstod på mange områder i praksis, især i syd. Douglass kastede sig ind i kampen mod det nye raceskel og mod Jim Crow-lovene, blandt andet lokal lovgivning som udelukkede sorte fra uddannelse.
I 1881 holdt Douglass en legendarisk tale i Harpers Ferry i West Virginia ved åbningsceremonien på den sorte lærerskole Storer Normal School. Her hyldede Douglass den hvide oprører John Brown, som Douglass selv havde taget afstand fra i 1859. Indtægten fra salget af talen gik til oprettelsen af et John Brown-professorat ved Storer College.
I sit senere liv var Douglass aktiv på mange områder, blandt andet som udsending for Haiti, og som forkæmper for irsk selvstyre. Douglass døde af hjertestop den 20. februar 1895 og blev gravlagt i Rochester i staten New York.